# Mitema
En el estudio de la mitología, un mitema es una porción irreducible de un mito, un elemento constante (a diferencia de un meme cultural) que siempre aparece intercambiado y reensamblado —«atado» era la imagen de Lévi-Strauss— con otros mitemas relacionados de diversas formas, o unido en relaciones más complicadas, como átomos enlazándose para formar una molécula. Por ejemplo, los mitos de Adonis y Osiris comparten varios elementos, lo que lleva a algunos investigadores a concluir que comparten una misma fuente.
El catalogador de leyendas populares Vladímir Propp consideraba que la unidad de análisis era el cuento individual. Por el contrario, el mitema es el equivalente en la mitología a los fonemas, morfemas y sememas en los que la lingüística estructural divide la lengua: las unidades de significado más pequeñas posibles dentro de un sistema lingüístico.
En los años 1950 Claude Lévi-Strauss adaptó por vez primera esta técnica de análisis lingüístico a la crítica analítica de los mitos. En su trabajo sobre los sistemas mitológicos de tribus primitivas, realizado sobre la analogía con la estructura lingüística, adoptó el término mythème, con la afirmación de que el sistema de significado dentro de los mitos es muy análogo al de un sistema lingüístico. Esta idea es un tanto discutida por Roman Jakobson, quien considera que el mitema es un concepto (o fonema) que no tiene significado en sí mismo, sino que este aparece mediante análisis sociológico.
Lev Manovich también usa los términos sema y mitema en su libro El lenguaje de los nuevos medios para describir aspectos de la cultura con el que entran en diálogo las imágenes generadas por ordenador.